# Atletica leggera ai Giochi della V Olimpiade - Lancio del giavellotto a due mani

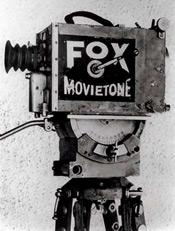
video della finale (durata: 16")

La competizione del lancio del giavellotto a due mani di atletica leggera ai Giochi della V Olimpiade si tenne il 9 luglio 1912 allo Stadio Olimpico di Stoccolma.

## Risultati

### Turno eliminatorio
I 14 iscritti, divisi in 3 gruppi, hanno diritto a tre lanci con la mano sinistra e tre lanci con la mano destra. Si stila una classifica sommando i migliori lanci di ogni mano. I primi tre disputano la finale (altri tre lanci per mano). I tre finalisti si portano dietro i risultati della qualificazione.
| Gruppo | Pos. | Atleta           | Nazione   | Lanci mano destra | Lanci mano destra | Lanci mano destra | Lanci mano sinistra | Lanci mano sinistra | Lanci mano sinistra | Misura |
| Gruppo | Pos. | Atleta           | Nazione   | 1°                | 2°                | 3°                | 1°                  | 2°                  | 3°                  | Misura |
| ------ | ---- | ---------------- | --------- | ----------------- | ----------------- | ----------------- | ------------------- | ------------------- | ------------------- | ------ |
| A      | 1    | Julius Saaristo  | Finlandia | 57,64             | 59,88             | 61,00             | N                   | N                   | 48,42               | 109,42 |
| C      | 2    | Väinö Siikaniemi | Finlandia | 54,09             | N                 | N                 | 43,76               | 45,09               | 47,04               | 101,13 |
| B      | 3    | Urho Peltonen    | Finlandia | N                 | 53,22             | 53,58             | 46,30               | 46,63               | 46,66               | 100,24 |
| A      | 4    | Eric Lemming     | Svezia    | 52,23             | 58,33             | N                 | 35,78               | 40,26               | N                   | 98,59  |
| C      | 5    | Arne Halse       | Norvegia  | 52,05             | 55,05             | N                 | 41,48               | N                   | 41,87               | 96,92  |
| B      | 6    | Richard Åbrink   | Svezia    | 48,78             | 50,04             | N                 | 41,71               | 43,08               | N                   | 93,12  |
| C      | 7    | Daniel Johansen  | Norvegia  | 48,38             | N                 | 48,78             | 40,99               | 43,19               | 44,04               | 92,82  |
| A      | 8    | Otto Nilsson     | Svezia    | 48,24             | 50,21             | N                 | 38,69               | N                   | N                   | 88,90  |
| A      | 9    | Juho Halme       | Finlandia | N                 | 52,76             | 54,90             | 33,64               | N                   | N                   | 88,54  |
| A      | 10   | Arvid Ohrling    | Svezia    | 46,51             | N                 | N                 | 40,66               | N                   | N                   | 87,17  |
| B      | 11   | Sten Hagander    | Svezia    | 42,58             | 46,39             | N                 | 37,68               | 40,41               | N                   | 86,80  |
| B      | 12   | Mór Kóczán       | Ungheria  | 55,74             | N                 | N                 | 29,23               | 30,65               | N                   | 86,39  |
| C      | 13   | Anders Krigsman  | Svezia    | 43,78             | 46,85             | N                 | 36,09               | 38,95               | N                   | 85,80  |
| A      | 14   | Karl Sonne       | Svezia    | N                 | 49,48             | N                 | 33,52               | 36,00               | 36,48               | 84,96  |

### Finale
I tre finalisti, tutti finlandesi, si accordarono a non disputare i lanci di finale e la giuria stilò la classifica con i risultati ottenuti durante le qualificazioni.
| Pos | Paese     | Atleta           | Età | Misura                 |
| --- | --------- | ---------------- | --- | ---------------------- |
|     | Finlandia | Julius Saaristo  | 21  | 109,42 m (61,00+48,42) |
|     | Finlandia | Väinö Siikaniemi | 25  | 101,13 m (54,09+47,04) |
|     | Finlandia | Urho Peltonen    | 19  | 100,24 m (53,58+46,66) |